# Дуброво (Белыничский район)
Ду́брово (бел. Дубра́ва) — посёлок в составе Техтинского сельсовета Белыничского района Могилёвской области Республики Беларусь.

## Население
- 2010 год — 2 человека